# Wiosna (obraz Sandra Botticellego)
Wiosna (wł. Primavera) – obraz włoskiego malarza renesansowego Sandra Botticellego.

## Geneza i czas powstania
Obraz komponował się w serie obrazów o tematyce mitologicznej, jakie stworzył po 1470 roku Botticelli w wyniku zainteresowania się kulturą antyczną, zwłaszcza postacią bogini Wenus. W tym samym okresie powstały dzieła Mars i Wenus, Narodziny Wenus i Wiosna. Według historyka Zygmunta Waźbińskiego obraz był ilustracją ziemskiego królestwa Wenus. Został on zamówiony do willi di Castello, która należała do Lorenza i Giovanniego di Pierfrancesco. Czas powstania dzieła określa się w latach 1470–1482, przy czym J.R. Hale podaje przedział czasowy 1470–1480, Stefano Zuffi lata 1477–1482, Susanna Buricchi lata 1481–1482, a Rolf Tomana ok. roku 1482. Umberto Fortis z muzeum Uffizi ocenia powstanie obrazu na lata 1477–1478.

## Opis i interpretacja
Wiosna pokazuje indywidualny i niepowtarzalny styl Botticellego poprzez płynną linię, zwiewność szat, co stwarza delikatny, liryczny i melodyjny nastrój.
Istnieją różnorodne interpretacje tego dzieła.
- Może być to alegoria władzy Wenus (postać centralna) – królestwo Wenus, gdzie dobro zwycięża zło – jako realizacja humanistycznej utopii, której idea popularyzowana była przez neoplatońskich filozofów z Akademii Florenckiej.
- Istnieje hipoteza, iż obraz to alegoria miłości Giuliana Medici i zmarłej przedwcześnie (w 1476) Simonetty Vespucci (do tej nieszczęśliwej historii Botticelli często się odwoływał)[7] lub też alegorię śmierci (przedstawionej jako podmuch Zefira; niebieskawa postać znajdująca się z prawej strony obrazu) i ponownego życia na Polach Elizejskich wspomnianej damy.
- Brzemienna Wenus i jej błogosławiący ruch ręki przypomina Madonnę, Merkury zaś św. Sebastiana (młodzieniec wyciągający dłoń do nieba, znajdujący się z lewej strony), a więc obraz może odwoływać się do religii chrześcijańskiej.
- Niektórzy historycy sztuki[kto?] uważają, że obraz jest alegorią szczęśliwych rządów Wawrzyńca Wspaniałego.

## Galeria

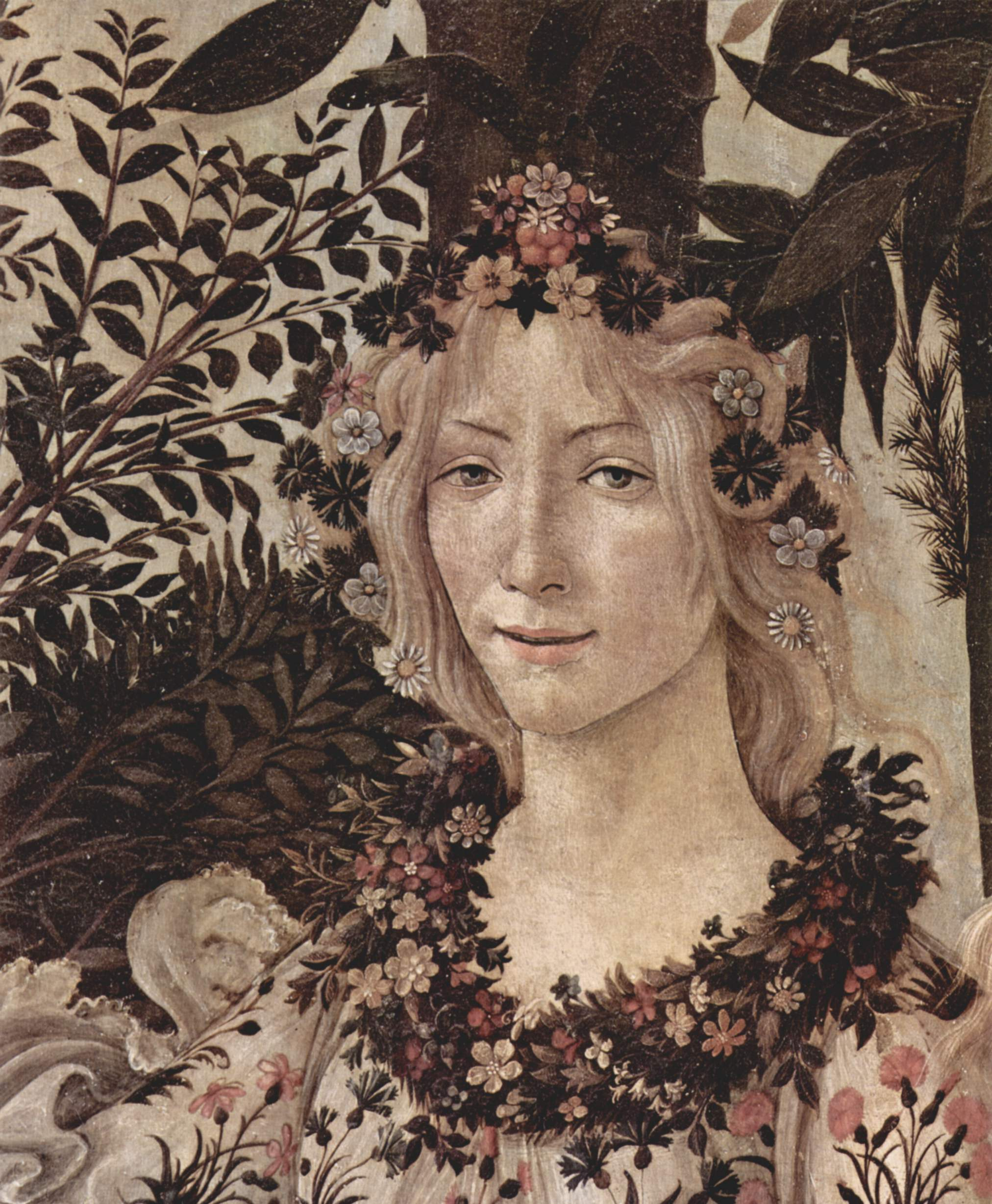
Detal – postać Wiosny
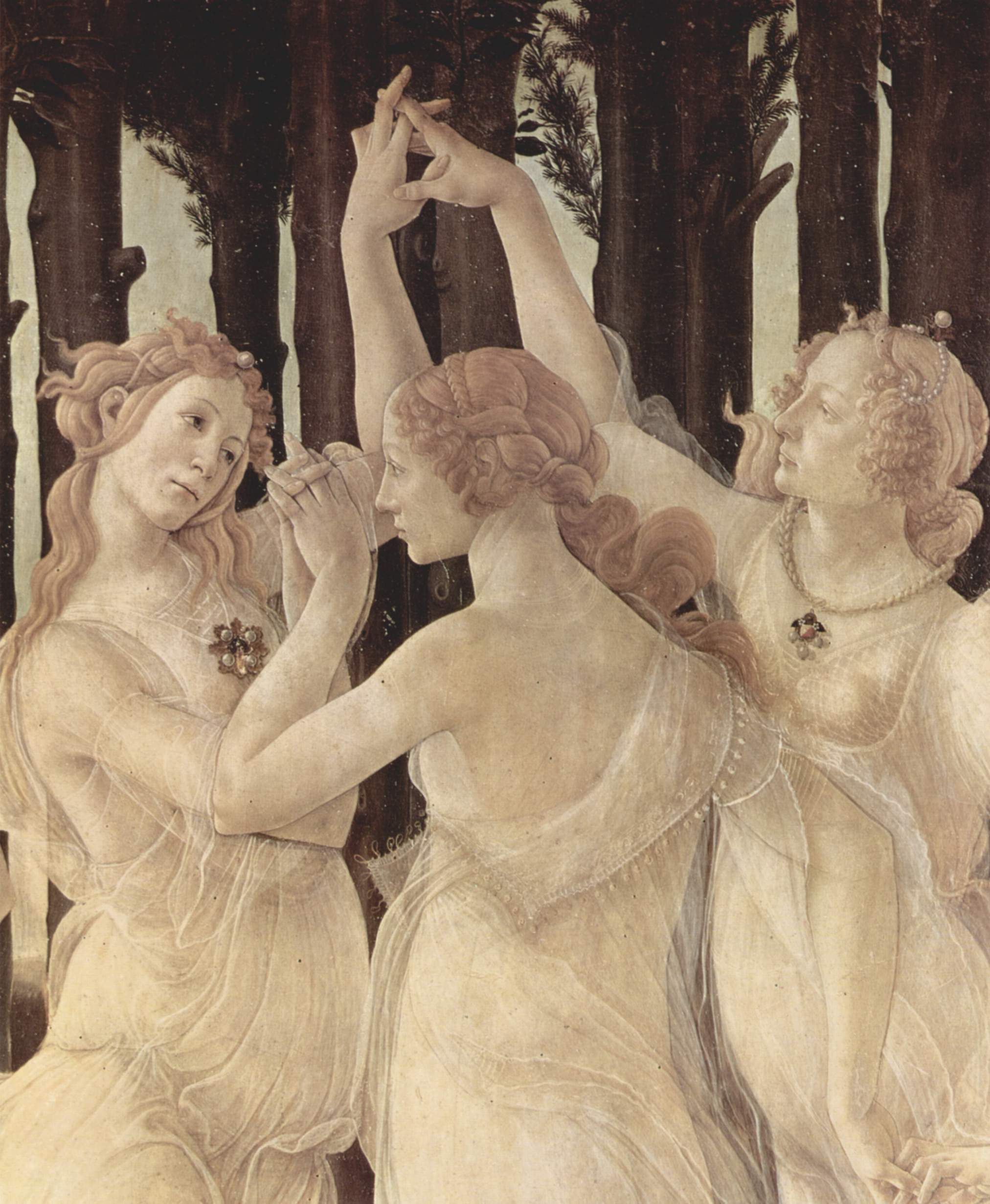
Detal – trzy Gracje
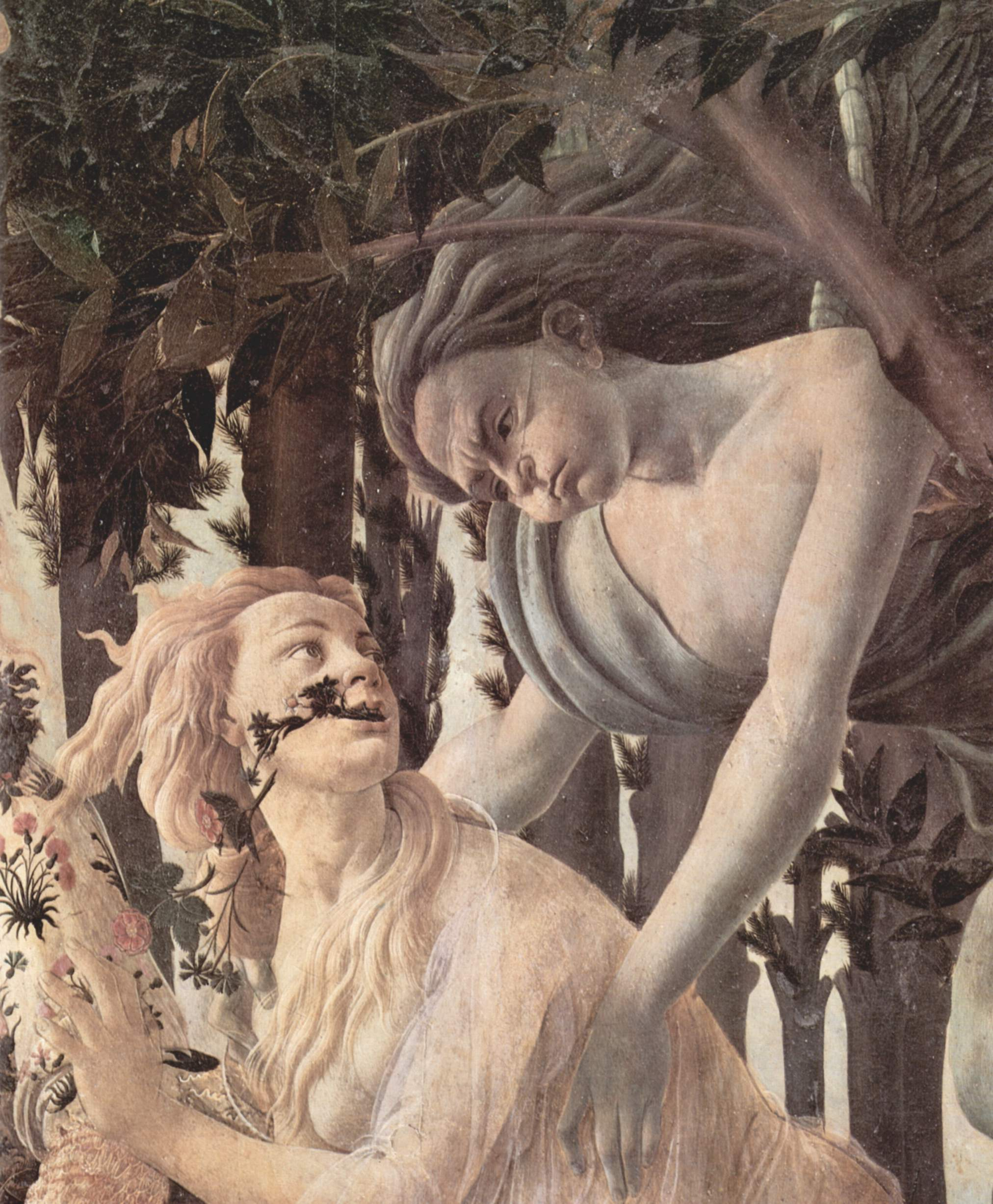
Detal – Zefir i Chloris
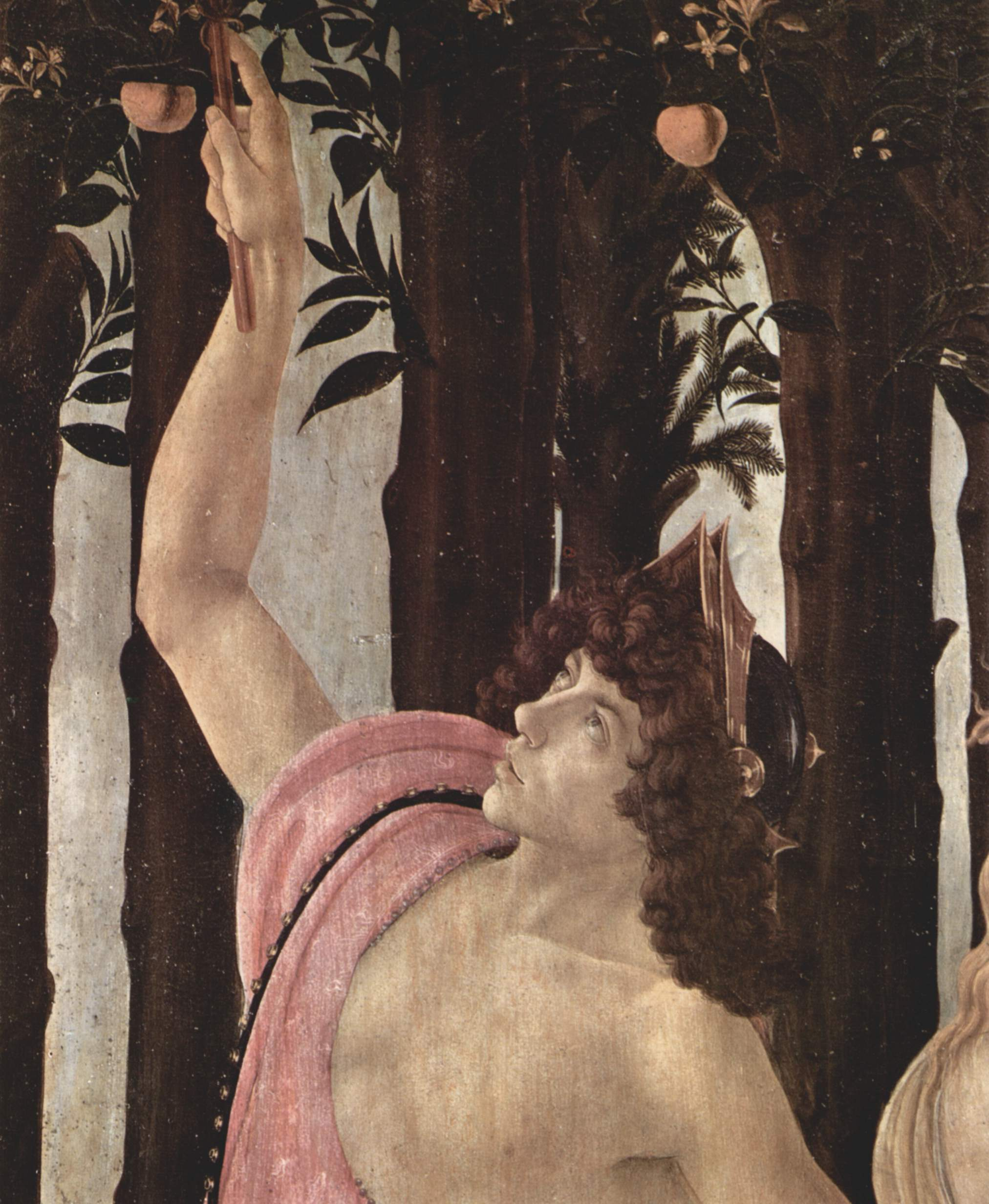
Detal – Merkury